# Кюнцель, Александр Александрович
Александр Александрович Кюнтцель (1898—1984) — российский учёный-медик, преподаватель Пермского медицинского и педагогического институтов, основатель скаутской организации в Перми, основатель Пермского общества врачей-физиотерапевтов.

## Биография
Александр Александрович Кюнтцель родился в Перми в 1898 году. Он был племянником известных педагогов — сестёр Оттилии, Маргариты и Эвелины Циммерман, основательниц Пермской мужской частной гимназии Циммерман, которую он и окончил в 1916 году. Затем он поступил в Военно-медицинскую академию в Петрограде.
В 1917 году Александр Кюнтцель вернулся в Пермь и устроился работать в гимназию помощником классного наставника. Там он организовал первый в городе скаутский отряд. В своих воспоминаниях он пишет об этом так:

Мне приходилось слышать и читать о происходившей недавно англо-бурской войне. Причём я был заинтересован организацией бурами отрядов юных разведчиков или бойскаутов, как их называли. И вот по этому образцу я решил создать свою организацию юных разведчиков… Побеседовав со своими воспитанниками из младших классов, я организовал первый отряд бойскаутов в городе Перми при гимназии Циммерман. В нём было до 20 человек подростков тринадцати-четырнадцати лет…

Так как время было трудное, то я решил зарегистрировать отряд юных разведчиков и получил соответствующее разрешение от коменданта города тов. Лукоянова, к которому я явился с аудиенцией. Мне выдали мандат на то, что этому отряду разрешается маршировать в городе и окрестностях. Однако летом случился с нами небольшой казус. Отправились мы в поход на станцию Балмошная по железной дороге, на лоно природы. Прибыв на станцию, отряд развернулся, мы поднялись в гору и расположились на поляне в лесу. Тогда ещё холмы посёлка были покрыты редким лесом. У меня был револьвер системы «бульдог» в брезентовом чехле на поясе. Я снял пояс, положил на траву. Ребята отдыхали, прилегли у костра, и вдруг со всех сторон появились вооруженные винтовками люди, окружили нас и потребовали сдаваться. Но когда они увидели мирных ребят, то были очень удивлены. Я же, конечно, сейчас же предъявил охранный мандат. Начальник отряда местных красногвардейцев рассказал, что местные жители, увидев нас в полувоенной форме, решили, что это белые и сообщили местным красногвардейцам. Инцидент был исчерпан, и мы продолжали наш поход, но уже без удовольствия, так как ребята перепугались…

Александр Кюнтцель добровольно вступил в Красную Армию, отправился на фронт в составе 1-го экспедиционного отряда матросов Балтийского флота, и в 1918—1921 гг. служил в военных госпиталях помощником лекаря. В 1924 году окончил медицинский факультет Пермского государственного университета. После трёхлетней ординатуры работал в психиатрической больнице заведующим отделения. В 1937 году ему была присвоена учёная степень кандидата медицинских наук без защиты диссертации — по совокупности научных работ. В 1945—1948 гг. А. А. Кюнтцель руководил физиотерапевтическим отделением Пермской областной клинической больницы и читал курс физиотерапии в Пермском педагогическом институте. В этот же период он основал Пермское областное научное общество физиотерапевтов. В 1948—1952 гг. занимал должность доцента на Факультете физического воспитания и спорта Пермского педагогического института, в 1952—1966 гг. — заведующего кафедрой гигиены детей и подростков Санитарного факультета Пермского медицинского института, затем — доцента кафедры анатомии и физиологии Факультета физического воспитания Пермского педагогического института. Умер в 1984 году.
В Государственном архиве Пермской области хранятся следующие сочинения Кюнцеля:
- «Франклинизация как подсобный метод в диагностике эпилепсии» (рукопись диссертации на соискание ученой степени доктора медицинских наук);
- «Материалы к изучению терапевтического влияния электрического тока на организм человека при наступлении преждевременной старости» (монография);
- статьи о лечении алкоголизма, влиянии метеорологических факторов и физиотерапевтических процедур на психических больных;
- методические рекомендации по санитарии и гигиене детей и подростков;
- доклады по физиотерапии и курортологии;
- лекции по судебной психиатрии;